# Weisz Boglárka
Weisz Boglárka (Szabadszállás, 1975. június 14. –) történész.

## Élete
1998-ban végzett a Szegedi Tudományegyetem történelem–medievisztika szakán. 2000-ben a Szegedi Tudományegyetem magyar nyelv és irodalom szak, nyelvtörténet speciális képzését is elvégezte. 2007-ben védte meg disszertációját a SzTE-n.
1998–2005 között a Szegedi Tudományegyetemen oktatott. 2001–2004 között az MTA–SZTE Magyar Medievisztikai Kutatócsoportjának, 2006–2011 között az MTA Történettudományi Intézetének munkatársa, 2012-től az MTA Történettudományi Intézetének tudományos munkatársa.
2001-től tagja a Magyarországi Neolatin Társaságnak és a Szegedi Középkorász Műhelynek, 2007-től az MTA Köztestületének és 2009-től a Magyar Történelmi Társulatnak.
Elsősorban középkori gazdaságtörténettel foglalkozik. Kétszer részesült Bolyai János kutatási ösztöndíjban.

## Elismerései
- 2014 Kubinyi András-díj
- 2006 Kristó Gyula-díj
- 2000 MTA Szegedi Akadémiai Bizottság-díja

## Művei
- Tanulmányok a középkorról. A II. Medievisztikai PhD-konferencia, Szeged, 2001. április 3., előadásai; szerk. Weisz Boglárka, Balogh László, Szarka József; Szegedi Középkorász Műhely, Szeged, 2001
- 2001 Bars megye vámhelyei az Árpád-korban. Acta Historica CXV, 13–23.
- 2003 II. András vámmentesség-adományai. Acta Historica CXVII, 43–61.
- Középkortörténeti tanulmányok. A III. Medievisztikai PhD-konferencia (Szeged, 2003. május 8-9.) előadásai; szerk. Weisz Boglárka; Szegedi Középkorász Műhely, Szeged, 2003
- 2006 Vámok és vámszedés az Árpád-kori Magyarországon (Történeti áttekintés, adattár). Szeged. PhD-értekezés.
- 2007 Megjegyzések az Árpád-kori sóvámolás és -kereskedelem történetéhez. Acta Historica CXXV, 43–57.
- 2008 A nemesércbányászathoz kötődő privilégiumok az Árpád- és az Anjou-korban. Bányászattörténeti Közlemények 6, 13–43.
- 2008 A nemesércbányászathoz kötődő privilégiumok az Árpád- és az Anjou-korban. Történelmi Szemle 2008/ 2, 141–161.
- 2009 A szerémi és pécsi kamarák története a kezdetektől a XIV. század második feléig. Acta Historica 130, 33–54.
- 2010 A zágrábi kamara az Árpádok korában. In: Középkortörténeti tanulmányok 6. A VI. Medievisztikai PhD-konferencia (Szeged, 2009. június 4–5.) előadásai. Szerk. G. Tóth Péter, Szabó Pál. Szeged, 327–334.
- 2010 Vásárok a középkorban. Századok 144, 1397–1454.
- 2011 Az Árpád-kori harmincadvám. In: Erősségénél fogva várépítésre való. Tanulmányok a 70 éves Németh Péter tiszteletére. Szerk. Juan Cabello, C. Tóth Norbert. Nyíregyháza, 267–278.
- 2012 Vásárok és lerakatok a középkori Magyar Királyságban. Budapest.
- A királyketteje és az ispán harmada. Vámok és vámszedés Magyarországon a középkor első felében; MTA BTK Történettudományi Intézet, Budapest, 2013 (Magyar történelmi emlékek. Adattárak)
- Szent István nemzetsége. A magyarok története, 997-1301; Gulliver, Budapest, 2013 (Magyar históriák)
- 2014 Kassa kereskedelmi életének jogi háttere a középkorban. In: Arcana tabularii. Tanulmányok Solymosi László tiszteletére. Szerk. Bárány Attila, Dreska Gábor, Szovák Kornél. I–II. Budapest–Debrecen, I. 899–908.
- 2014 Árpád-házi királynéi jövedelmek – Gertrúd királyné udvartartásának pénzügyi hátteréről. In: Egy történelmi gyilkosság margójára. Merániai Gertrúd emlékezete, 1213–2013. Szentendre, 51–60.
- 2014 A 15. századi váradi vámper Árpád-kori gyökerei. In: Nagyvárad és Bihar a korai középkorban. Tanulmányok Biharország történetéről 1. Szerk. Zsoldos Attila. Nagyvárad, 147–165.
- 2015 Vásáros helyek a középkori Bács és Bodrog megyékben. Bácsország – Vajdasági Honismereti Szemle 73, 4-7.
- 2015 A bányaváros, mint önálló várostípus a 14. században. Bányászattörténeti Közlemények 19, 31-57.
- 2015 Kassa kereskedelmi életének jogi háttere a középkorban II. In: Hajdu Mária – Bartoš Martin (szerk.): Kassa az európai történelem kontextusában. Kassa, 94-111.
- 2015 A magyar gazdaság mozgatórugói a középkorban. Történelmi Szemle 57/3, 487-506.
- Pénz, posztó, piac. Gazdaságtörténeti tanulmányok a magyar középkorról; szerk. Weisz Boglárka; MTA BTK Történettudományi Intézet, Budapest, 2016 (Magyar történelmi emlékek. Értekezések)
- 2016 The magister tavarnicorum and the towns in the Hungarian Kingdom in the Angevin era. Mesto a dejiny 5/2, 6-17.